# 中村友理
中村友理（日语：／ Nakamura Yuri，1982年3月15日—），韓語名成友理（韓語：성우리），韓國籍日本女演員，出生於大阪府寢屋川市，血液AB型，身高164cm，現屬愛貝克思娛樂經紀公司。中村友理的父親是第三代在日朝鮮人，其母親亦出生於韓國，故此她仍然保留著韓國國籍。

## 簡歷
中村友理踏入日本藝能界的契機，源於她在1996年參與了由東京電視台與吉本興業炮製的一個綜藝節目《五花八門淺草橋》。憑藉在才藝表演的唱歌面試環節中發揮出眾，使中村友理雀屏中選，獲得愛貝克思（AVEX，時稱艾迴）唱片公司人員的賞識並取錄為合約歌手。
1998年中村友理和友人伊澤真理以組合「YURIMARI」的名義正式在樂壇出道，其後推出過六首單曲以及一張專輯，不過由於反應未如理想，「YURIMARI」在翌年便怱怱宣佈解散。組合拆夥以後，中村沒有選擇像伊澤般改往外地生活，亦沒有返回父母親的祖國韓國；而是留在了日本以及原有的愛貝克思事務所繼續作個人發展，當時她的工作以擔任音樂錄像主角、還有在不同電視、電影之中客串為主。
直到2007年的續集電影《无敌青春! LOVE&PEACE》中，電影公司本來屬意留用第一集的女主角澤尻英龍華，不料卻遭到對方的辭演，中村友理便在這樣的機遇下，得到導演井筒和幸的賞識，遞補為女主角，這也是她在大銀幕首次的擔正演出。而起用中村友理的原因，很大程度上是因為她韓國裔的家庭背景與戲中的「李慶子」一角非常近似。在2008年的第三屆大阪電影節之上，中村友理正是憑著於《パッチギ! LOVE&PEACE》的細緻演繹而獲頒發最佳新人獎項。

## 人物
- 2010年10月其個人首本寫真《made in…?》開售，很快便在媒體之間引起廣泛回響，除了因為她形象清純，以及近年活躍於影視界的知名度提升使然，另外也由於較少日本女藝人會遲至二十八歲這個年紀才選擇推出寫真[3][4]。

- 經常在一起合作演出的演員有淺見麗奈、野波麻帆和成宮寬貴等人。

- 初戀發生在小學低年級的時候，因為對方說要守護她一輩子，因而她有了戀愛的感覺[5]。

## 主要作品

### 電影
| 電影名稱                                | 日本上映日期   | 飾演                 |
| --------------------------------------- | -------------- | -------------------- |
| 偶然也是最惡的少年                      | 2003年9月13日  | 葵                   |
| 穴 怪奇穴人間                           | 2004年7月10日  | 花惠                 |
| 惡女花魁                                | 2007年2月24日  | 舞鶴                 |
| 无敌青春! LOVE&PEACE                    | 2007年5月19日  | 李慶子               |
| 來自天國的情書                          | 2007年9月15日  | 本村彌生（初次主演） |
| R246 STORY JIROルー伝説のYO・NA・O・SHI | 2008年8月23日  | おふみ               |
| ララピポ                                | 2009年2月7日   | 佐藤智子             |
| 咒怨之黑色少女                          | 2009年6月27日  | 真理子               |
| 同棲生活                                | 2010年2月20日  | 松園貴和子           |
| 櫻田門外之變                            | 2010年10月16日 | 伊乃                 |
| 笨蛋                                    | 2010年12月     | 山根ユキ             |
| 奇跡                                    | 2011年6月11日  | 保健室老師           |
| 我的意外爸爸                            | 2013年9月28日  | 宮崎祥子             |
| 跨越8年的新娘                           | 2017年12月9日  | 島尾真美子           |
| 在窗邊                                  | 2022年11月4日  | 市川紗衣             |
| 母性                                    | 2022年11月23日 | 佐佐木仁美           |
| 噓八百：浪花夢之陣                      | 2023年1月6日   | 山根寧寧             |
| 市子                                    | 2023年12月8日  | 川辺なつみ           |

### 電視連續劇
| 首播日            | 電視台                        | 劇名                                           | 角色           |
| ----------------- | ----------------------------- | ---------------------------------------------- | -------------- |
| 2005年7月24日     | KTV                           | 東京朋友                                       | 美里           |
| 2008年3月17、18日 | NTV                           | 東京大空襲                                     | 水橋志乃       |
| 2009年1-3月       | TX                            | 冒牌名媛三人組                                 | 星村美智子     |
| 2009年4月30日     | CX                            | BOSS                                           | 小宮直美       |
| 2009年5月7日      | YTV                           | LOVE GAME                                      | 四条小百合     |
| 2009年10月26日    | CX                            | 東京癲狗                                       | 小宮山秘書     |
| 2010年4-6月       | MX                            | MUSICAL3                                       | 四季亞希       |
| 2010年5-7月       | CX                            | 月之戀人～Moon Lovers～                        | 笠原由紀       |
| 2010年7月25日     | TBS                           | GM〜跳舞的醫生ー                               | 真咲泉         |
| 2010年10月3、10日 | NHK大河劇                     | 龍馬傳                                         | 由奈           |
| 2010年10月25日    | TX                            | 牽牛花的記憶                                   | 倉持多恵子     |
| 2012年4月2日      | NHK                           | 小梅醫生                                       | 節子（せつこ） |
| 2012年7月26日     | CX                            | 東野圭吾推理單元                               | 市原早苖       |
| 2013年1月17日     | TBS                           | 奔跑吧國際機場                                 | 古賀恵         |
| 2014年3月31日     | NHK                           | 花子與安妮                                     | 村岡香澄       |
| 2015年7月9日      | CX                            | 偵探的偵探                                     | 織田彩音       |
| 2015年9月2日      | NTV                           | 花咲舞無法沉默第二季第9集                      | 西原香澄       |
| 2017年1月5日      | NTV                           | 增山超能力師事務所                             | 住吉悅子       |
| 2017年8月12日     | WOWOW                         | plage                                          | 矢部紫織       |
| 2018年7月12日     | 富士電視台                    | 善良醫生                                       | 東鄉美智       |
| 2019年4月16日     | 富士電視台                    | 完美世界                                       | 長澤葵         |
| 2019年7月6日      | WOWOW                         | 惡毒女兒聖潔母親                               | 涼香           |
| 2020年1月7日      | BS東視                        | 今晚在u型酒場                                  | 田中惠子       |
| 2020年3月9日      | 愛媛朝日電視台                | 尼厄姆的旅程                                   | 岩井花子       |
| 2020年6月27日     | 日本電視台                    | 未滿警察                                       | 稻西結衣       |
| 2020年8月12日     | NTV                           | 我們有點不對勁                                 | 大倉百合子     |
| 2021年1月17日     | TBS                           | 天國與地獄～瘋狂的2人～                        | 五木樹里       |
| 2021年7月8日      | 東京電視台                    | 只是沒離婚而已                                 | 柿野雪映       |
| 2021年10月14日    | 富士電視台                    | SUPER RICH                                     | 今吉零子       |
| 2021年11月7日     | WOWOW                         | 所羅門的偽證                                   | 丹野(第6.7集)  |
| 2022年4月9日      | BS東視                        | 今晚在u型酒場第2季                             | 田中惠子       |
| 2022年4月12日     | NHK、NHK BS4K、NHK BS Premium | 星新一の不思議な不思議な短編ドラマ⟨生活維持省⟩ |                |
| 2022年10月21日    | TBS電視台                     | 詐欺獵人                                       | 早瀬かの子     |
| 2024年10月20日    | 朝日放送電視台                | My Diary                                       | 富田綠         |
| 2025年1月13日     | 富士電視台                    | 119緊急呼叫                                    | 高千穗一葉     |

### 舞台劇
- 《1945》 - 飾演主角 紗耶子（2008年、世田谷及新潟）
- 《戀愛與革命》 - 飾演 長谷部四季（2009年1月21日-2月1日、赤坂RED THEATER）
- 《冒牌名媛三人組 舞台上〜在夏季也要與名人談戀愛〜》 - 飾演 星村美智子（2009年8月29日、東京）
- 《錦繍 KINSHU》 - 飾演 瀬尾由加子（2009年、北海道及大阪）
- 《冒牌名媛三人組 最後舞台〜與錯過的名人各散東西〜》- 飾演 星村美智子（2010年7月10日和11日）
- 《浮標》（2011年、神奈川及吉祥寺）

### 廣告
- 任天堂DS「えいご漬け」（2006年1月 - ）
- ちふれ化妝品（2007年 - 2010年3月）
- 東京瓦斯「床暖房・この冬から」篇（2007年11月1日 - 2008年4月27日）
- 愛貝克思藝能公司（2008年1月16日 - 2月5日）
- JR西日本「三都物語・京都」谷村的諮詢篇（2008年12月 - 2009年3月）
- アステラス製藥 IBSネット「〜救いの女神が登場！〜」篇（2009年10月 - ）

### 音樂錄影帶
- ザ・ベイビースターズ 「去りゆく君へ」（2003年10月8日）
- TRAX 「Rhapsody」（2005年4月20日）
- PANG 「きずな feat. MEGARYU」（2007年5月9日）
- ザ・ルーズドッグス 「夜になれば」（2007年6月6日）
- 平井堅 「キャンバス」（2008年2月20日）
- mink 「Tomorrow to believe」（2008年）
- Daikinman 「meaning of life〜キミノイミ〜」（2009年）
- 大橋トリオ 「贈る言葉」（2010年2月24日）

### 寫真
- 『made in…?』（2010年10月27日、ワニブックス社出版）ISBN 9784847043055

## 獎項
- 第3屆大阪電影節 新人獎：「パッチギ! LOVE&PEACE」
- 2007年度全國映連賞 女優賞：「パッチギ! LOVE&PEACE」

## 外部連結
- （日語） 官方网站
- （日語） 中村友理官方部落格（页面存档备份，存于）
- （日語） 過往的部落格
- 中村ゆり的Instagram帳戶